# کمپیرک
کمپیرک روستایی در  مرغاب از ولایت غور در کشور افغانستان است.